# Paturijärvi, Norrbotten
Paturijärvi är en sjö i Pajala kommun i Norrbotten och ingår i Torneälvens huvudavrinningsområde. Sjön har en area på 0,34 kvadratkilometer och ligger 160,1 meter över havet. Sjön avvattnas av vattendraget Veneauttonjoki.

## Delavrinningsområde
Paturijärvi ingår i det delavrinningsområde (741937-182076) som SMHI kallar för Ovan 741558-182297. Medelhöjden är 168 meter över havet och ytan är 13,53 kvadratkilometer. Det finns inga avrinningsområden uppströms utan avrinningsområdet är högsta punkten. Veneauttonjoki som avvattnar avrinningsområdet har biflödesordning 4, vilket innebär att vattnet flödar genom totalt 4 vattendrag innan det når havet efter 128 kilometer. Avrinningsområdet består mestadels av skog (69 procent) och sankmarker (20 procent). Avrinningsområdet har 0,69 kvadratkilometer vattenytor vilket ger det en sjöprocent på 5,1 procent.